# Allium kermesinum
Allium kermesinum là một loài thực vật có hoa trong họ Amaryllidaceae. Loài này được Rchb. mô tả khoa học đầu tiên năm 1848.